# Neorumänischer Stil
Der Neurumänische Stil (rumänisch arhitectura neoromânească; auch bekannt als Rumänischer Nationalstil oder Neo-Brâncovenesc, rumänisch stilul național român, arhitectura neobrâncovenească) ist ein Architekturstil, der im späten 19. Jahrhundert in Auseinandersetzung mit Jugendstil und Brâncoveanu-Stil entstand.

## Geschichte

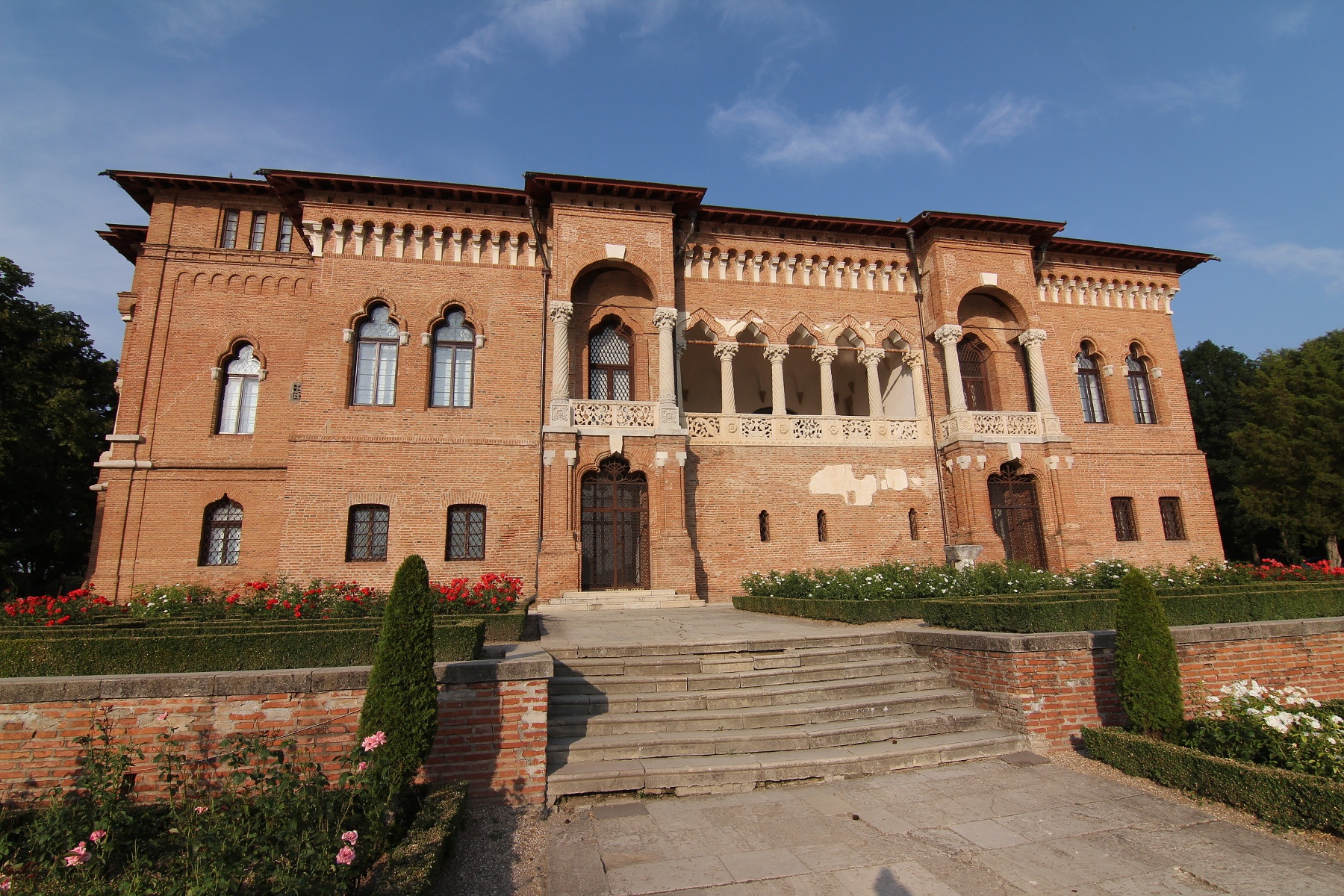
Schloss Mogoșoaia, frühes 18. Jahrhundert

Der neorumänische Stil ist eine Wiederbelebung des Brâncoveanu-Stils, der sich während der Herrschaft von Constantin Brâncoveanu (1688–1714) in der Kunst und Architektur des Fürstentums Walachei etablierte. Im 19. Jahrhundert verband sich der aufkommende Nationalismus nahtlos mit westlicher Bewunderung. Nach 1900 verlagerte sich der Fokus, ohne die europäischen Strömungen aufzugeben, zunehmend auf spezifisch rumänische Werte. Während die Pariser und Wiener Bauwerke des späten 19. Jahrhunderts weiterhin als Vorbilder dienten, entstand parallel ein eigenständiger Stil. Seine Popularität nahm in der Zwischenkriegszeit weiter zu, wobei die 1920er Jahre als Blütezeit gelten. Der Trend erfasste früh auch das Kunstgewerbe und beeinflusste Möbeldesign, Kunsthandwerk sowie Grafik und Illustration. Mit dem Aufkommen der Moderne in den 1930er Jahren begann der Einfluss des Neurumänischen Stils zu schwinden.

## Eigenschaften

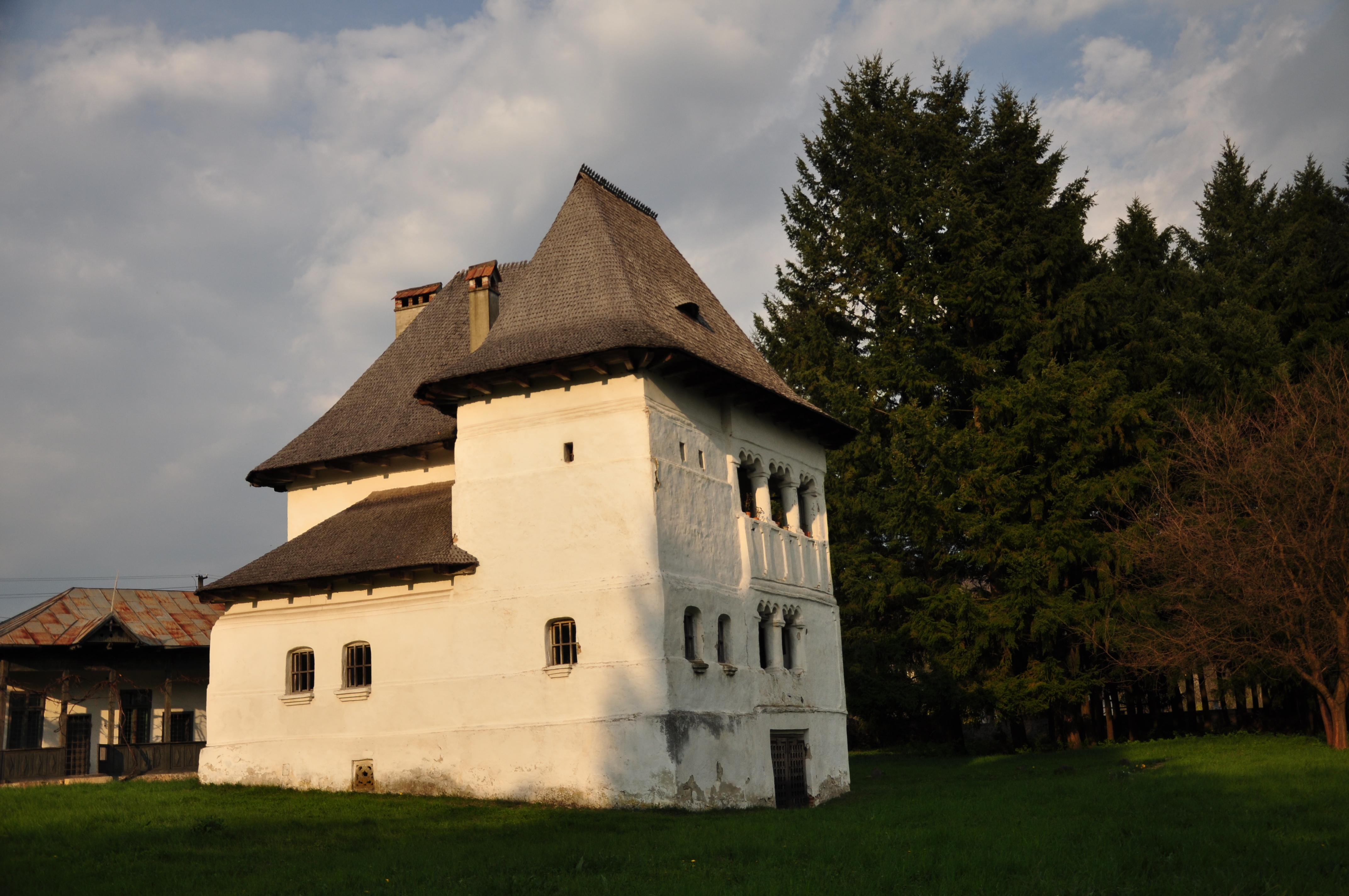
Culă Greceanu in Măldărești, Kreis Vâlcea

Die Einflüsse traditioneller Bauernhäuser zeigen sich im neorumänischen Stil durch charakteristische Ornamente und Bauelemente. Zu diesen Elementen gehören Loggien, Dreipassbögen, kunstvoll geschnitzte Holzsäulen, Dachgesimse, die an die einfachen Dachrinnen bäuerlicher Häuser erinnern, sowie Dächer, die als integraler Bestandteil der Fassadengestaltung fungieren. Hinzu kommen dekorative Holzmarkisen und Ziegeldächer. Typische Ornamente umfassen geflochtene Muster aus Knoten und Seilen, symmetrische Darstellungen von Tieren. Einige Gebäude aus der Belle Époque, etwa das Școala Centrală National College in Bukarest, weisen zudem polychrom glasierte Keramikelemente auf. Oftmals werden byzantinisch inspirierte Motive mit christlicher Symbolik integriert, etwa die Dreiergruppierung architektonischer Elemente, die auf die Trinität verweisen.
Viele Bauwerke des neorumänischen Stils erinnern mit ihren Türmen und Höhenstaffelungen an mittelalterliche Burgen oder Festungen. Diese Gestaltung ist von der Culă (türkisch kule ‚Turm‘) inspiriert – einer Art halb befestigter Adelsresidenz, die im 18. Jahrhundert im gesamten Balkanraum, insbesondere in Rumänien, Serbien und Albanien, verbreitet war. Die Culă diente als Wehrbauten zum Schutz der Bojaren und ihrer Familien vor feindlichen Übergriffen.

## Repräsentative Architekten
Die erste Generation rumänischer Architekten, Schöpfer und Förderer des Baustils, besteht aus Ion Mincu (1852–1912), Petre Antonescu, Ion N. Socolescu (1856–1924) und Grigore Cerchez (1850–1927).

## Kunstmedien
Der neorumänische Stil prägte nicht nur die Architektur, sondern fand auch Ausdruck in anderen Kunstformen wie Grafikdesign, Töpferei, Möbelkunst und Illustration. Beispiele für neorumänische Möbel sind im George-Severeanu-Museum in Bukarest zu finden, insbesondere kunstvoll gestaltete Vitrinen, in denen antike griechische und etruskische Gefäße präsentiert werden. Künstler wie O. Roguschi, Gh. Lupu, A. Clevel und Hugo Storck entwarfen Möbel in diesem Stil.
In den 1900er Jahren setzte sich Apcar Baltazar intensiv mit der Entwicklung eines eigenständigen rumänischen Stils im Kunstgewerbe auseinander. Im November 1908 veröffentlichte er in der Zeitschrift Viața Românească den Essay Spre un stil românesc (Auf dem Weg zu einem rumänischen Stil), in dem er anhand internationaler Kunstgeschichte nach Inspiration für eine authentische rumänische Formsprache suchte.

## Galerie
Einige Beispiele des Neurumänischen Stils sind:

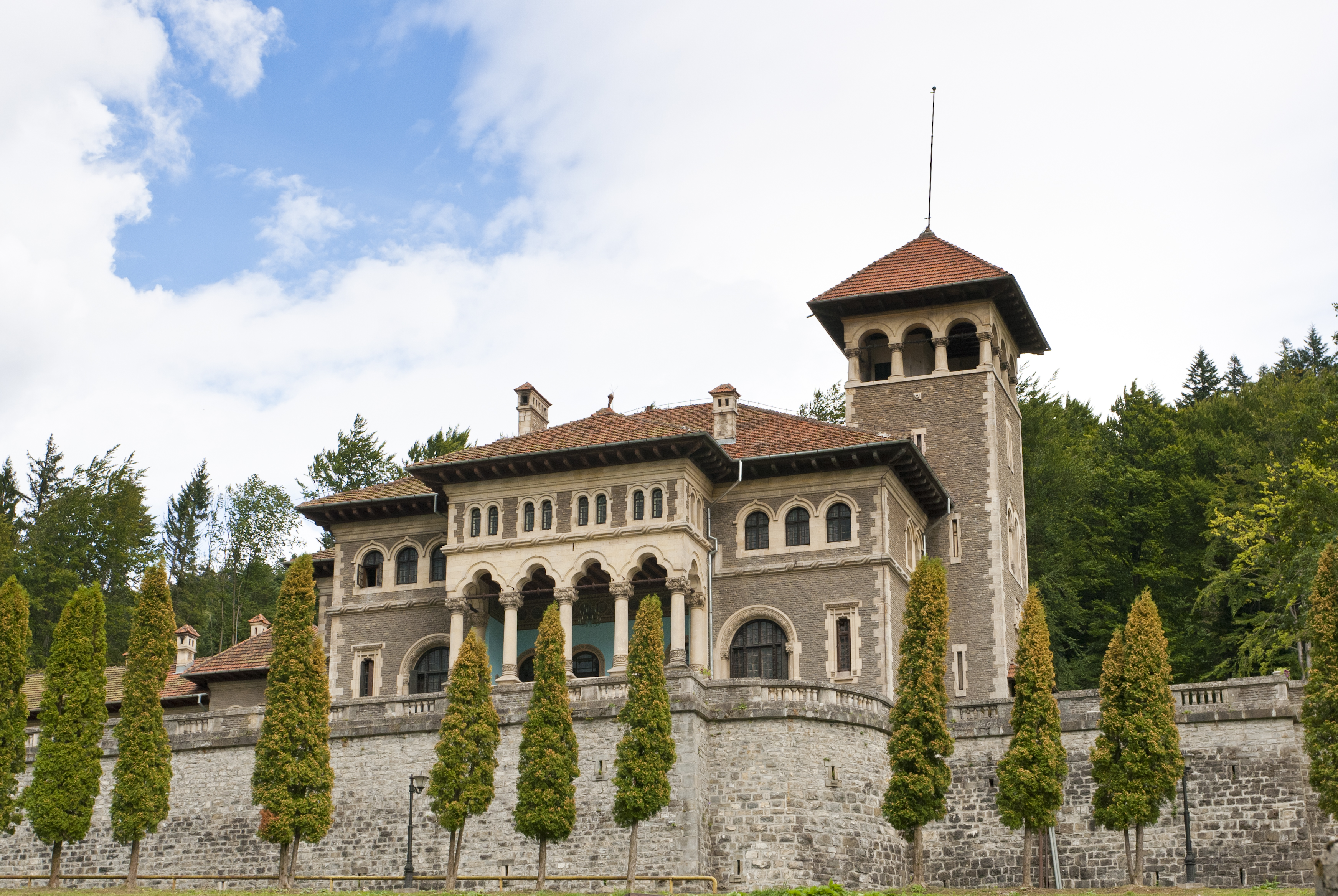
Schloss Cantacuzino in Bușteni (1911), entworfen von Grigore Cerchez.
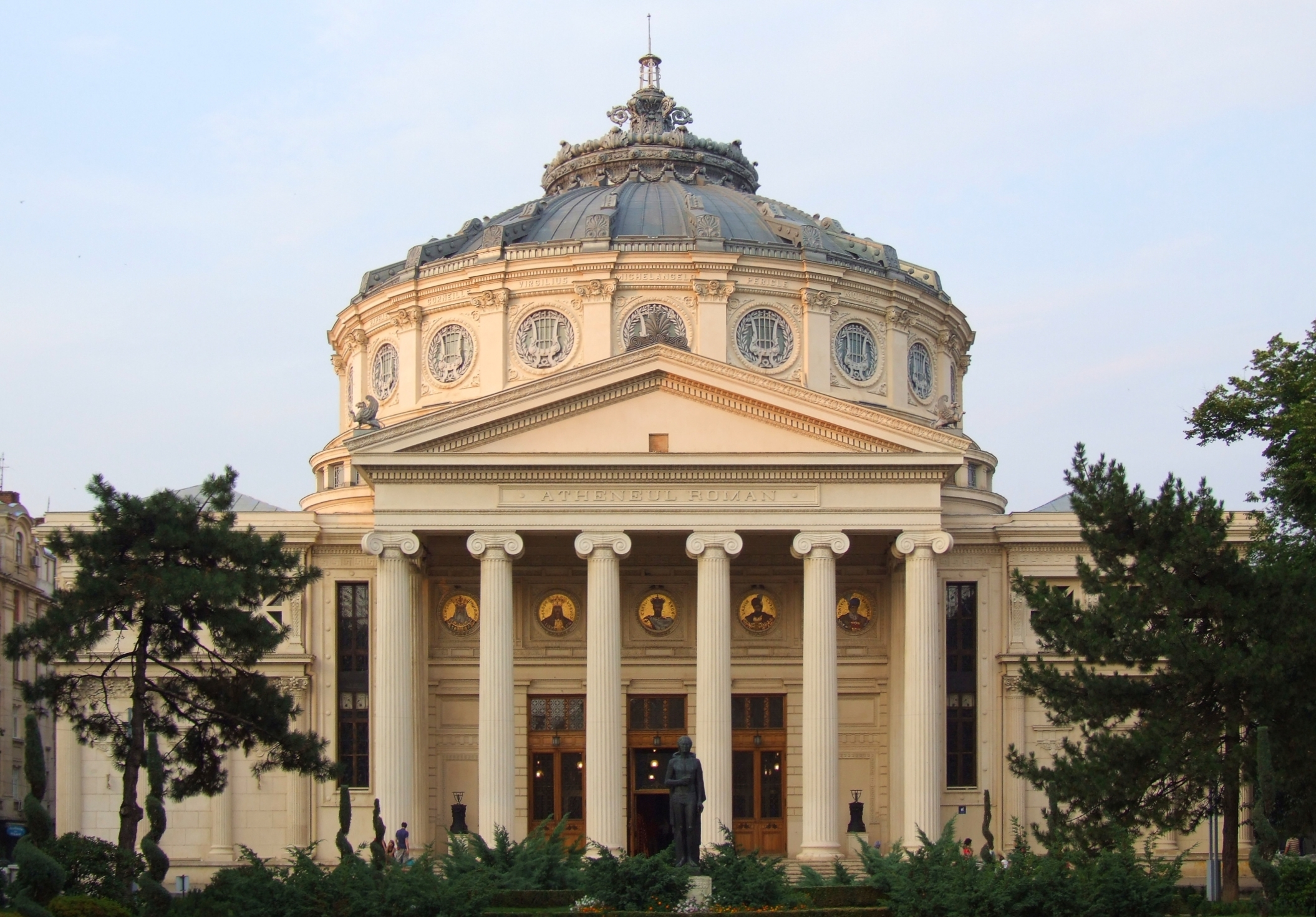
Athenäum in Bukarest (1888).
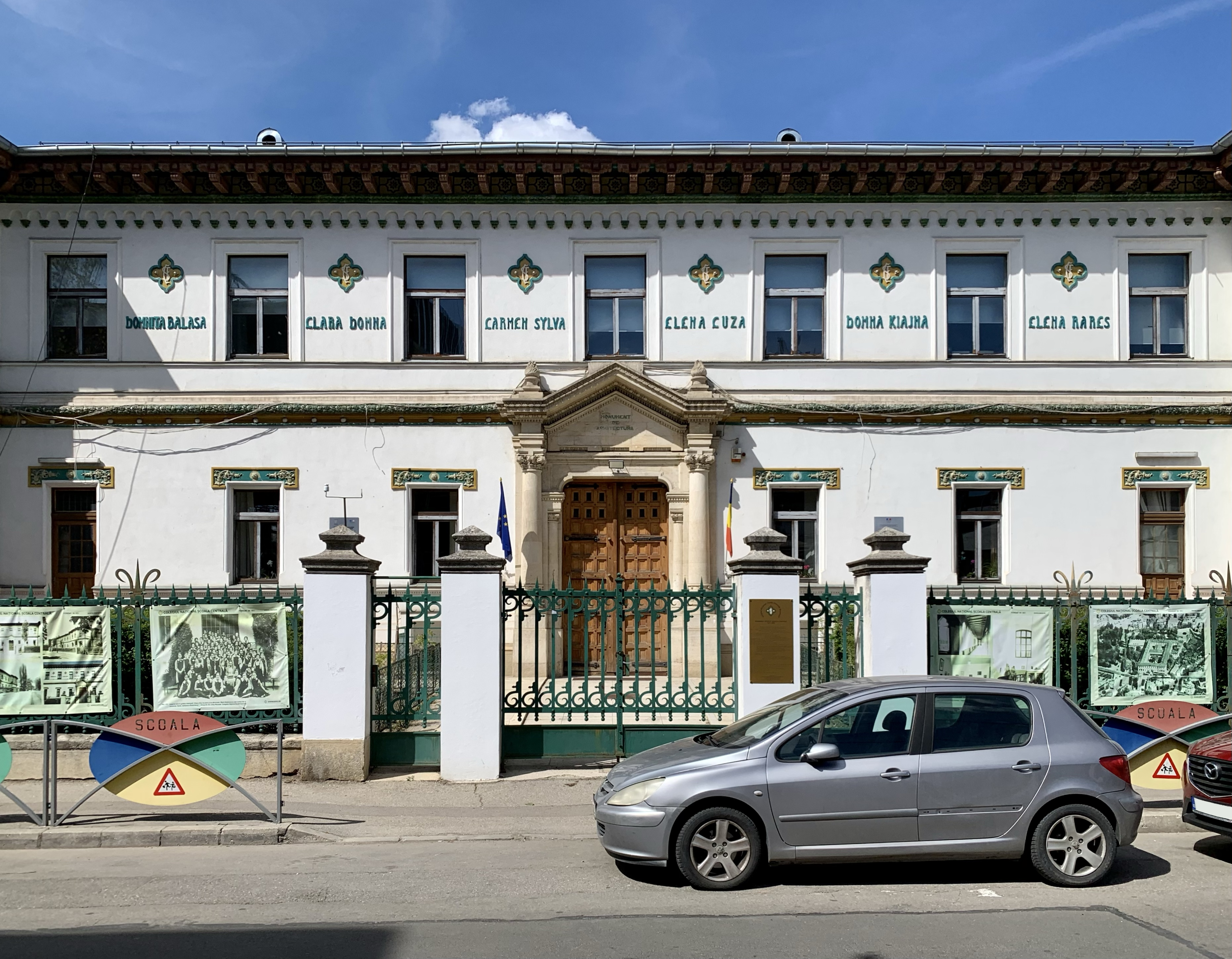
Die Zentrale Mädchenschule in Bukarest (1890–1894), entworfen von Ion Mincu.
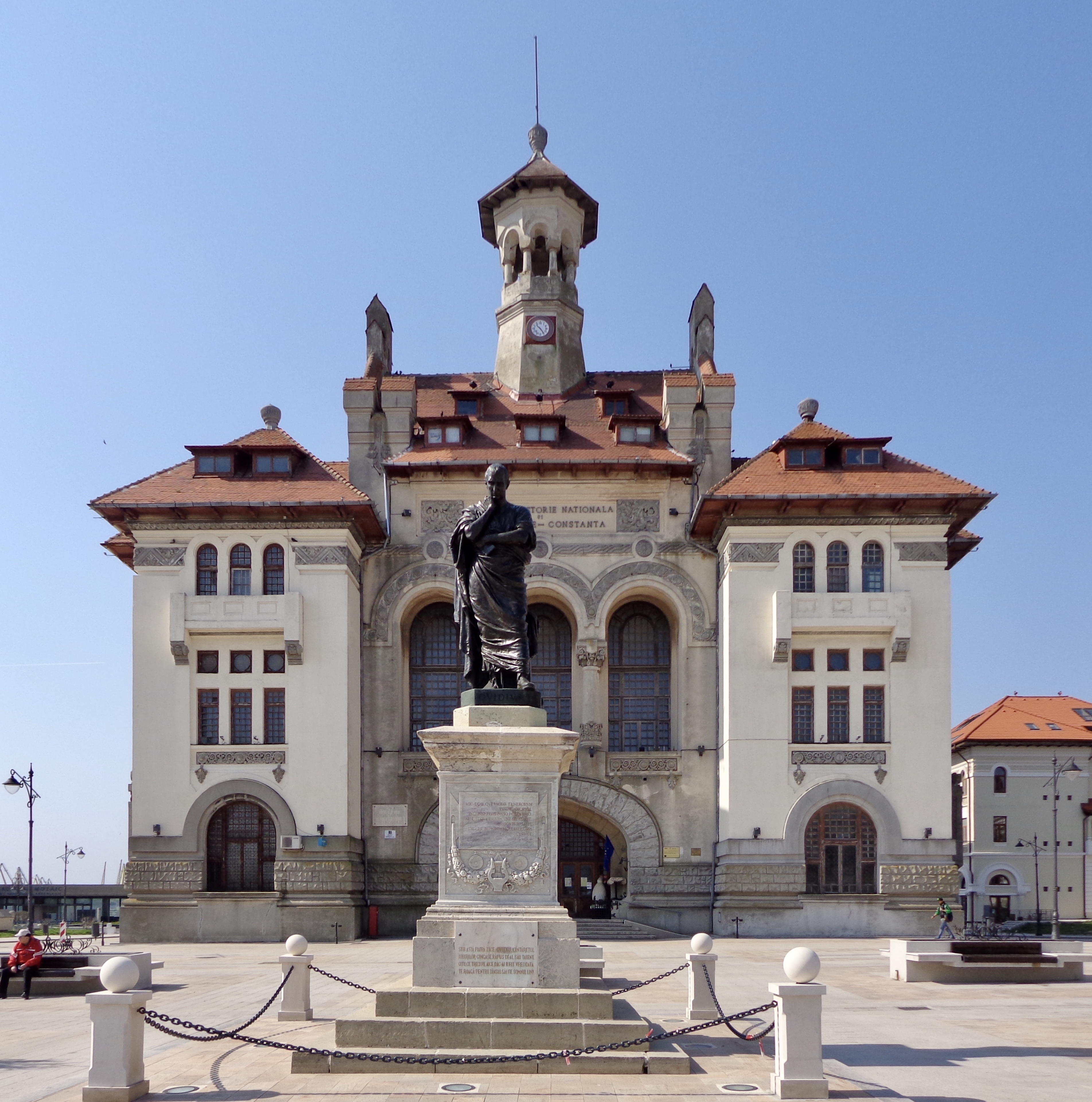
Archäologisches Museum in Constanța
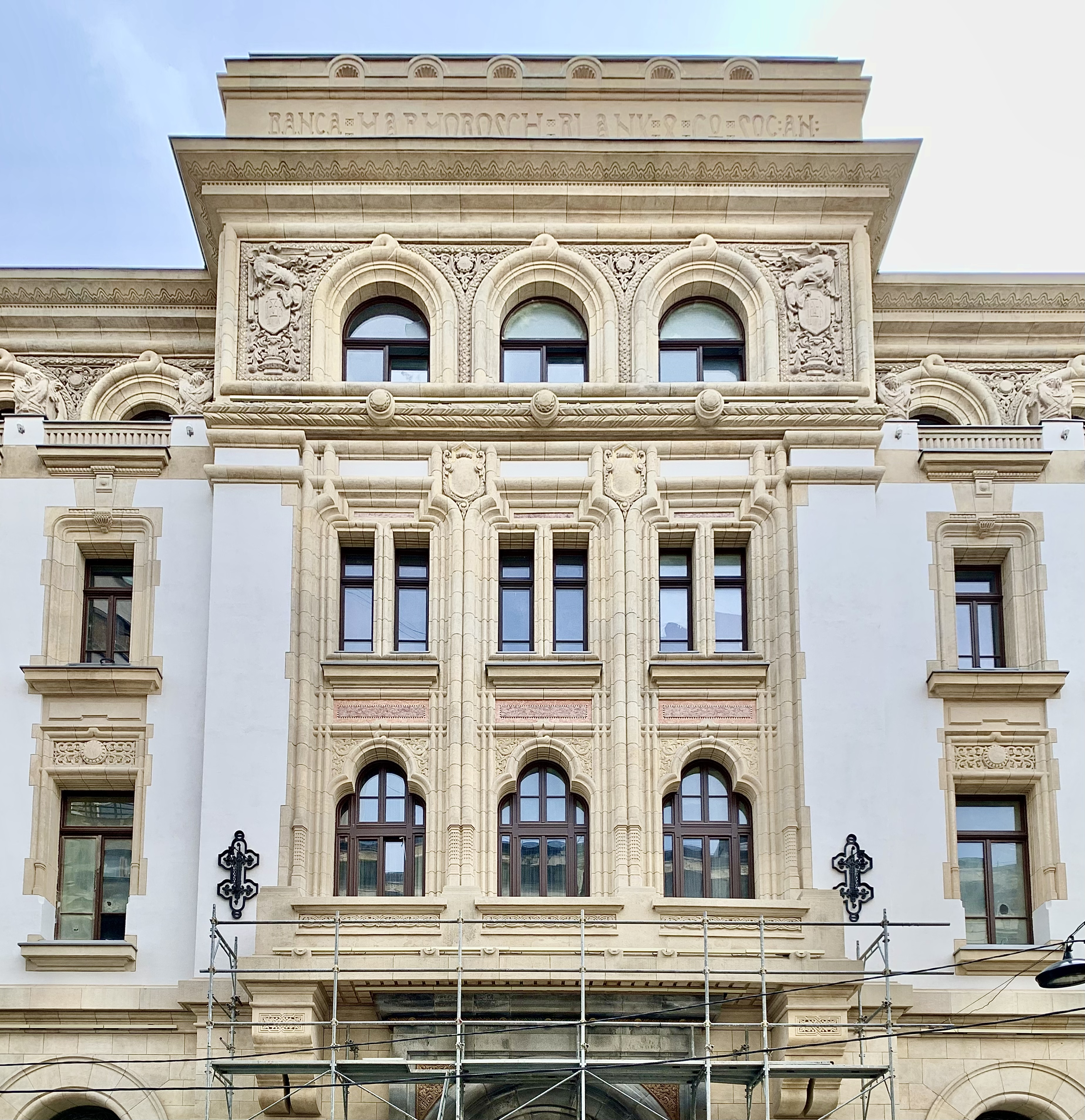
The Marmorosch Bucharest
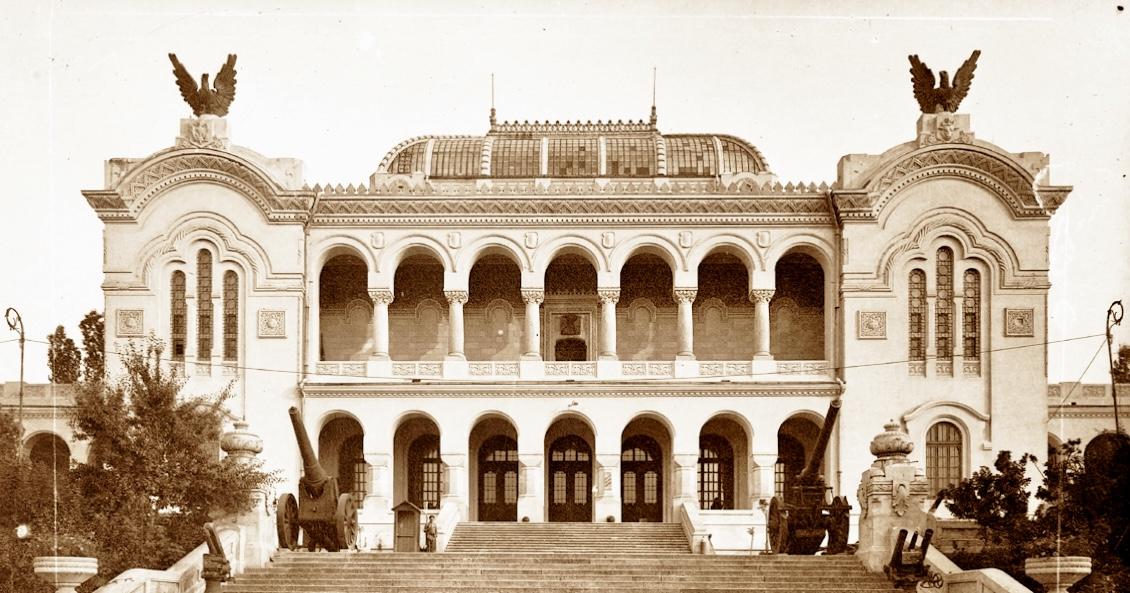
Palast der Künste, Teil der Allgemeinen Rumänischen Ausstellung von 1906 im Parcul Carol, Bukarest, von Victor Ștefănescu und Ștefan Burcu.